# Alga, Almaty
Alga (ryska: Алга) är en ort i Kazakstan.   Den ligger i oblystet Almaty, i den sydöstra delen av landet, 1 000 km söder om huvudstaden Astana. Alga ligger 637 meter över havet och antalet invånare är 1 866.
Terrängen runt Alga är lite kuperad, och sluttar norrut. Runt Alga är det ganska tätbefolkat, med 65 invånare per kvadratkilometer. Närmaste större samhälle är Talghar, 16,4 km söder om Alga. Trakten runt Alga består i huvudsak av gräsmarker.